# Нижняя близнецовая мышца
Нижняя близнецовая мышца (лат. Musculus gemellus inferior) — мышца наружной группы мышц таза.
По форме напоминает верхнюю близнецовую мышцу. В отличие от последней располагается ниже сухожилия внутренней запирательной мышцы. Начинается от седалищного бугра и прикрепляется к вертельной ямке бедренной кости.

## Функция
Функция аналогична функции внутренней запирательной мышцы — вращает бедро кнаружи.